# ドラゴン・フィスト
『ドラゴン・フィスト』は、片山愁による日本の漫画作品。また、1991年に原作コミックス1、2巻の内容をベースにアニメ化された。

## ストーリー
龍の力を持つ拳法家の一族・白龍一族の中で強い力を誇るもその力で人を殺してしまった過去を持つ嶺 飛龍（リン フェイロン）は、修行のため来日した。そこで彼は自分と同じく孤独な雰囲気を漂わせる交野冬香と出会う。クローン技術によって生み出された存在である冬香を護るべく、飛龍は戦いに身を投じた。

## 登場人物
嶺飛龍（リン フェイロン）
声 - 佐々木望
本作の主人公である少年拳法家。
交野冬香（かたの ふゆか）
声 - 西原久美子
加宣尚紀（かのぶ なおき）
声 - 橋本晃一

## 書誌情報
- ドラゴン・フィスト 1 1988年6月25日発売 ISBN 4-403-61160-5
- ドラゴン・フィスト 2 1989年6月25日発売 ISBN 4-403-61196-6
- ドラゴン・フィスト番外編 黄金のアンケス 1991年4月10日発売 ISBN 4-403-61252-0
- ドラゴン・フィスト 3 1991年12月20日発売 ISBN 4-403-61271-7
- ドラゴン・フィスト 4 1993年2月20日発売 ISBN 4-403-61299-7
- ドラゴン・フィスト 5 1993年10月15日発売 ISBN 4-403-61328-4
- ドラゴン・フィスト 6 1994年10月15日発売 ISBN 4-403-61371-3
- ドラゴン・フィスト 7 1995年7月25日発売 ISBN 4-403-61390-X
- ドラゴン・フィスト 8 1996年3月15日発売 ISBN 4-403-61411-6
- ドラゴン・フィスト 9 1997年6月10日発売 ISBN 4-403-61465-5
- ドラゴン・フィスト 10 1998年6月10日発売 ISBN 4-403-61498-1
- ドラゴン・フィスト 11 1999年3月10日発売 ISBN 4-403-61533-3
- ドラゴン・フィスト 12 2000年11月10日発売 ISBN 4-403-61608-9
- ドラゴン・フィスト 13 2004年12月10日発売 ISBN 4-403-61776-X
- ドラゴン・フィスト 14 2005年6月10日発売 ISBN 4-403-61794-8

## OVA

### キャスト
- 嶺飛龍 - 佐々木望
- 交野冬香 - 西原久美子
- 加宣尚紀 - 橋本晃一、松井摩味（子供時代）
- 杉浦実次 - 松本保典
- 長浦 - 柴田秀勝
- 杉浦の部下A - 山口健
- 杉浦の部下B - 中原茂
- 杉浦の部下C - 子安武人
- 先生 - 高木渉
- 生徒A - 森川智之
- 女生徒 - 浅野典子、田野恵

### スタッフ
- 企画・音楽プロデューサー：高塚俊紀
- プロデューサー：田崎廣、原田環
- コーディネーター：関口紘一
- 原作：片山愁
- 連載：「ウィングス」（新書館）
- 監督：山内重保
- 音楽：川井憲次
- キャラクターデザイン：荒木伸吾、姫野美智
- 作画監督：五島英次
- 美術監督：脇威志
- 撮影監督：橋本和典
- 音響監督：本田保則、鶴岡陽太
- 演出：白岩義雄
- 特殊効果：上岡昇
- 編集：赤坂法子
- 進行：角掛勝弘
- オープニング・アニメーション絵コンテ：菊池通隆
- オープニング・アニメーション協力：A.P.P.P.
- 現像：イマジカ
- 協力：銀河帝国
- 制作：エイジェント21
- 製作：ユーメックス
- 発売・販売元：東芝EMI

### テーマソング
主題歌「Lightning Bolt(臥龍昇天)」
作詞：水谷啓二 / 作・編曲：川井憲次 / 歌：橋本舞子
挿入歌「幻想花」
作詞：水谷啓二 / 作・編曲：川井憲次 / 歌：橋本舞子
エンディング・テーマ「Remind Forever」
作詞：水谷啓二 / 作曲：川井憲次 / 歌：谷口守

### 映像ソフト
- 『ドラゴン・フィスト』 1991年3月20日発売 VHS:TOVA-1071
- 『ドラゴン・フィスト』 1991年3月29日発売 LD:TOLA-1071

## 関連CD
『ドラゴン・フィスト オリジナル・アルバム』 東芝EMI、1989年6月21日発売 CD:LD32-5104
曲目リスト
1. 序曲－全ての始まりに－ [4:53]
2. ドラゴン・フィスト [3:42]
3. 冬香 [3:27]
4. 烈闘迅雷 [2:50]
5. Jewelry Girl [4:48]
6. FIGHT ON FIRE [3:03]
7. Passing Cry [3:46]
8. 祈り [3:25]
9. 過ぎ去りし日の僕に [5:23]
10. 終曲－追憶の彼方へ－ [4:05]

『OAV ドラゴン・フィスト オリジナル・サウンドトラック』 東芝EMI、1990年6月20日発売 CD:TYCY-5137
曲目リスト
1. Lightning Bolt(臥龍昇天) [3:50]
2. 龍神の里 [4:50]
3. 不思議な転校生 [2:49]
4. ふたつの過去 [2:52]
5. フェイロン・パワー [3:48]
6. 恐怖のクローン実験 [2:29]
7. 非運の標的 [3:38]
8. 幻想花 [4:35]
9. 宝珞の秘力 [1:39]
10. さよなら、冬香 [2:07]
11. Remind Forever [4:33]